# Tinea extracta
Tinea extracta is een vlinder uit de familie van de echte motten (Tineidae). De wetenschappelijke naam van de soort werd in 1919 gepubliceerd door Edward Meyrick. De soort komt voor in Guyana.